# Elsa Lystad
Elsa Lystad (Oslo, 9 de julio de 1930 - Oslo, 26 de diciembre de 2023) fue una actriz noruega.

## Biografía
Hija de  Thora Aamot y Erling Magnus Lystad. 
Incursionó en el cine, teatro y televisión. Fue una de las principales comediantes de Noruega, con una gran habilidad para el drama y televisión de comedia en la década de 1960.
Contrajo matrimonio con Arpad Robert Szemes, fue madre de dos hijos.

## Filmografía
- 1990, La fábrica de Fredriksson
- 1990, Agua dulce
- 1966, ¡Hurra por Andersen!
- 1968, Mercado de extraños
- 1968, Contrabandistas
- 1980, La recompensa

## Premios
- 2014,  Premios Amanda galardón honorífico del jurado.
- 2014,  Gullruten  en la categoría mejor actriz por Después del carnaval
- 2011,  Premio de cultura de la ciudad de Oslo
- 2011,  Solprisen durante Solfesten en Rjukan.
- 2010,  Premio Parelius, Kunstnerforeningen
- 2008,  Premio honorífico durante el Premio Komi
- 2007,  Medalla Real al Mérito de Noruega en oro por 50 años en el escenario
- 1983,  Estatuilla de Leonard